# Anarchisme aux Pays-Bas
L'anarchisme aux Pays-Bas apparait avec la création de la section hollandaise de la Première Internationale.
De 1890 jusqu'au début de la Seconde Guerre mondiale, se développe aux Pays-Bas un mouvement libertaire, proportionnellement avec l'Espagne, le plus important d'Europe.
Conçu comme une forme de socialisme libertaire, composante importante dans le mouvement ouvrier naissant, l'anarchisme se déploie plus largement dans des domaines comme le pacifisme ou l'antimilitarisme. Il est étroitement lié à l'émergence de la Libre Pensée et de l'anticléricalisme. Il est présent, dans toutes sortes de courants progressistes tels que l'anticolonialisme, l'émancipation des femmes, etc.
Une personnalité émerge de cette période, Ferdinand Domela Nieuwenhuis, qui par son charisme fait du socialisme aux Pays-Bas, un véritable mouvement populaire. Venu des idéaux sociaux-démocrates aux idéaux anarchistes dans les années 1891-1897, il entraîne d'importants groupes de militants avec lui.

## Association internationale des travailleurs

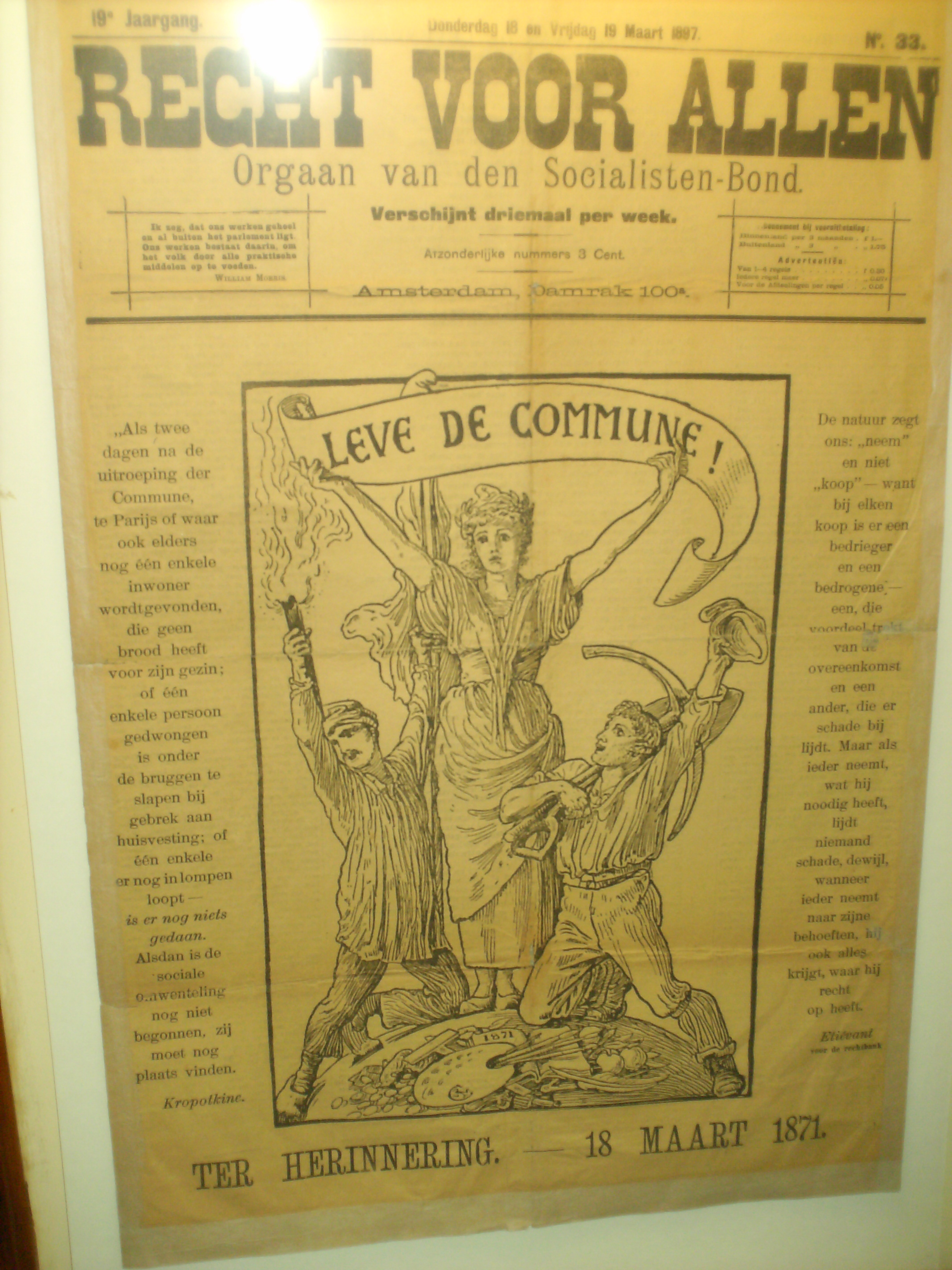
Recht voor Allen, 18-19 mars 1897.

L'Association internationale des travailleurs est fondée en 1864. La section néerlandaise est créée qu'en 1869.
Des sections se forment aux Pays-Bas, s'appuyant notamment sur des syndicats d'ouvriers qualifiés (typographes, ébénistes, diamantaires, cigariers, constructeurs de navires et ferronniers). L'association et le journal Recht voor Allen (nl) (Justice pour tous) illustre ces premières sociétés ouvrières.
Lors du conflit qui oppose les « internationalistes » proche de Mikhaïl Bakounine au Conseil général de Londres dominé par Karl Marx, la Fédération néerlandaise soutient la tendance anti-autoritaire regroupée autour de la Fédération jurassienne après le Congrès de Saint-Imier (1872).
En 1873, la fédération des Pays-Bas participe au « VIe congrès de l'AIT », aux côtés des délégations d'Angleterre, de Belgique, de Suisse, d'Espagne, d'Italie et de France. Le congrès se prononce pour l'abolition complète de tout conseil général et, pour l'autonomie des fédérations.

## Socialisme libertaire et syndicalisme révolutionnaire

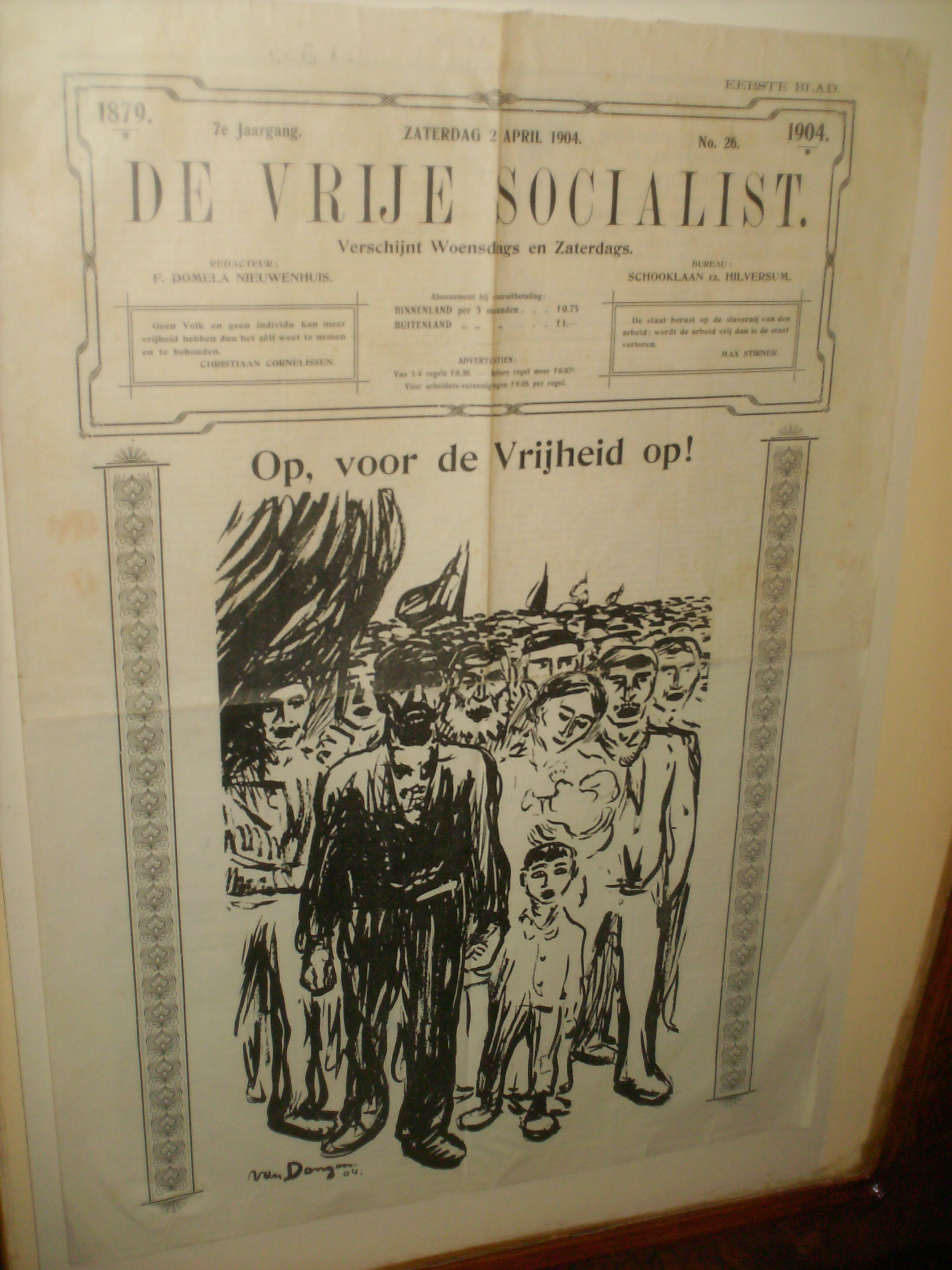
De Vrije Socialist, 2 avril 1904.

En 1898, Ferdinand Domela Nieuwenhuis fonde le journal De Vrije Socialist (nl) (Le socialiste libertaire).

## Le mouvement provo et les années 1960

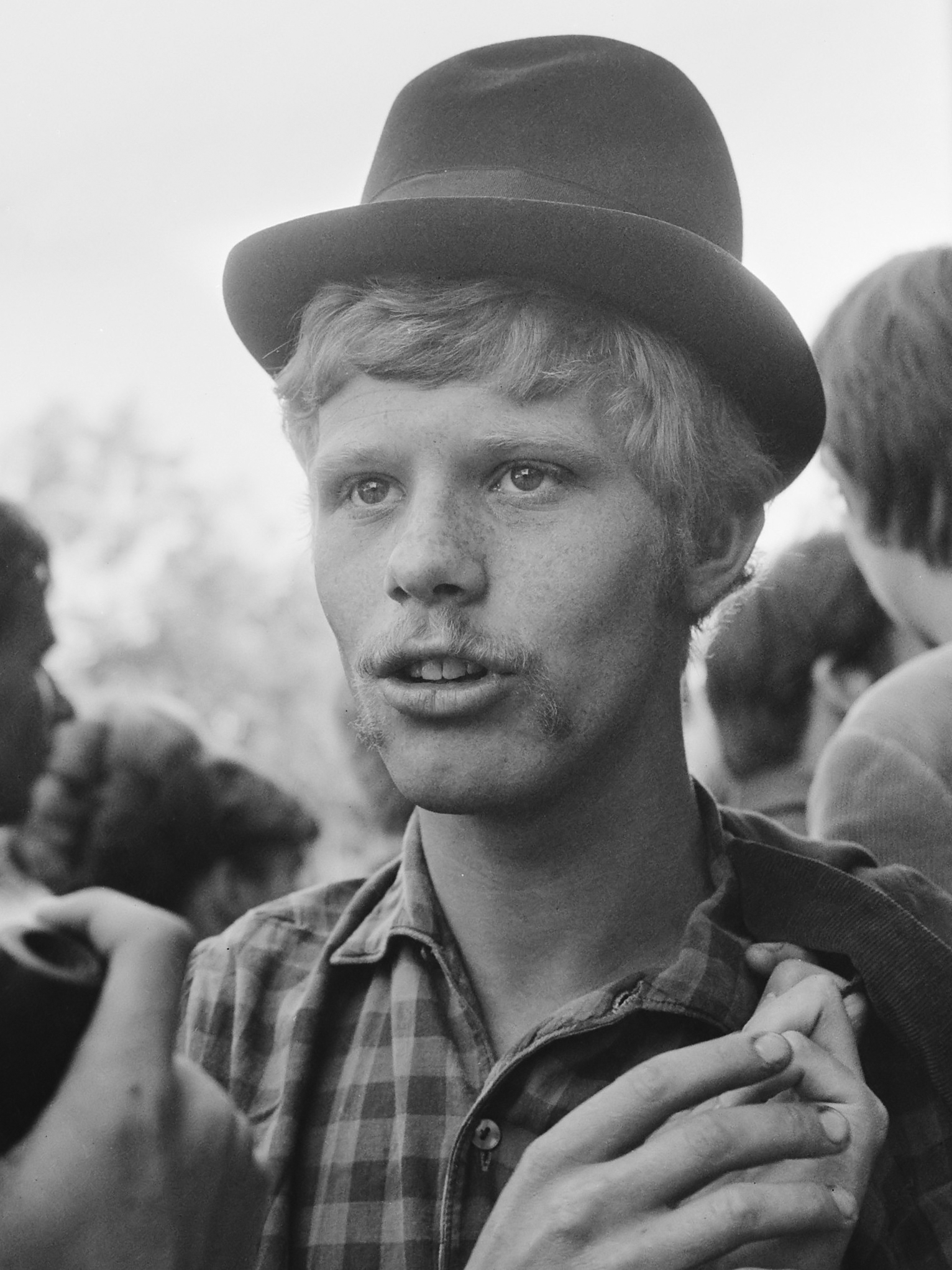
Rob Stolk en 1965.

## Autres courants
- La Nieuw-Malthusiaanse Bond (nl) (Ligue néomalthusienne) fondée en 1881 par Jan Rutgers (nl) joue un rôle important dans le mouvement pour le contrôle des naissances et la liberté sexuelle.
- L'antimilitarisme a toujours été un élément structurant du mouvement libertaire avec des personnalités d'envergure internationale telles que Barthélemy de Ligt ou Clara Wichmann.
- Félix Ortt est un des principaux théoriciens de l'anarchisme chrétien. Il est l'auteur d'un manifeste anarchiste chrétien. Émile Armand le cite dans l'Encyclopédie anarchiste à l'entrée consacrée à l'anarchisme chrétien ou christianisme libertaire[1].

## Personnalités notables

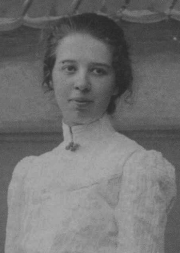
Clara Wichmann.

- (nl) Biografisch Woordenboek van Nederland : anarchist.
- Ferdinand Domela Nieuwenhuis (1846-1919), en juin 1904, il organise le Congrès antimilitariste d'Amsterdam qui donnera naissance à l'Association Internationale Antimilitariste. Il défend le principe de la « grève générale » mais reste très critique vis-à-vis du syndicalisme.
- Barthélemy de Ligt (1883-1938), antimilitariste et pacifiste libertaire néerlandais. Pasteur protestant, fils de pasteur, il évolue du christianisme à l'athéisme, et parallèlement, du socialisme à l'anarchisme.
- Clara Wichmann (1885-1922), docteur en droit dès 1912 et féministe radicale, elle souhaite une émancipation féminine « sociale et économique », combat l’institution pénitentiaire et engage l’individu à « vaincre ses dispositions à la compétitivité ».
- Albert de Jong (1891-1970) est une figure marquante de l'anarcho-syndicalisme, du socialisme libertaire et de l'antimilitarisme.

## Associations libertaires
- Gemeenschappelijk Grondbezit (nl), Johannes Methöfer (de) (1863-1933).
- Nationaal Arbeids-Secretariaat (NAS), Christiaan Cornelissen (1864-1942).
- Eurodusnie Collective (en) 1997–Présent
- De Fabel van de illegaal (La Fable de l’illégalité 1998-2007)[2]
- Vrije Bond (en) 1990–Présent
- Sociaal Anarchistische Actie (SAA)[3]

## Publications
- De Vrije Socialist (nl)